# Pterostichus perseverus
Pterostichus perseverus är en skalbaggsart som beskrevs av Victor Ivanovitsch Motschulsky. Pterostichus perseverus ingår i släktet Pterostichus och familjen jordlöpare. Inga underarter finns listade i Catalogue of Life.